# .hack (серия игр)
.hack (/dɒt hæk/) — серия одиночных Action/RPG игр, разработанных для PlayStation 2 компанией CyberConnect2 и изданных Bandai, часть мультимедийного франчайза Project .hack. Действие всех четырёх игр — .hack//Infection, .hack//Mutation, .hack//Outbreak и .hack//Quarantine — разворачивается в «игре внутри игры», вымышленной массовой мультиплеерной онлайн ролевой игре (MMORPG) под названием The World (с англ. — «Мир»), но это не требует от игрока подключения к сети. Игроки могут переносить свои данные и персонажей между играми серии. К каждой игре при выпуске прилагался дополнительный DVD, на котором записана одна из серий OVA-аниме .hack//Liminality, демонстрирующая события в The World, происходящие параллельно событиям сюжета игр.
Игры являются частью мультимедийного франчайза Project .hack, исследующего таинственное происхождение The World. Сюжет игр развивается после сюжета аниме .hack//Sign и фокусируются на персонаже игрока по имени Кайт и его расследовании, почему часть пользователей оказывается в коме в реальном мире после игры в The World. Расследование приводит к более глубокому изучению игры и её влияния на стабильность Интернета.
Критики отозвались об играх неоднозначно. Их хвалили за уникальный сеттинг и приверженность поддержанию веры в происходящее, а также дизайн персонажей. В то же время критиковали за неровный темп повествования и отсутствие улучшений между играми серии. Коммерческий успех серии повлёк производство .hack//frägment, онлайн-игры с отдельным сюжетом, выпущенной только для японских PS2, и .hack//G.U., другой трилогии игр, вышедшей на PS2 с 2006 по 2007 год и в 2017 в виде ремастера на PS4 и Microsoft Windows под названием .hack//G.U. Last Recode.

## Геймплей
.hack симулирует MMORPG; игроки берут на себя управления одного из участников вымышленной игры The World. Игрок управляет персонажем по имени Кайт с видом от третьего лица, но режим от первого лица также доступен. Игрок может управлять камерой с помощью контроллера. Внутри вымышленной игры игроки исследуют наполненные монстрами поля и подземелья и мирные зоны — Root Towns (с англ. — «корневые города»). Кроме того, можно «выйти» из The World и вернуться на рабочий стол, где можно прочитать почту, новости, форумы, а также настроить рабочий стол и музыку. Игрок может сохраниться игру с этого рабочего стола и в специальных точках в The World. После полного прохождения игры сохранение отмечается флагом и может быть использовано для переноса всех персонажей в следующую игру серии.
Серия представляет собой типичные игры жанра Action/RPG, в котором игроки атакуют врагов в реальном времени. Действие ставится на паузу при открытии меню для выбора используемой магии, предметов или навыков. Игрок напрямую управляет Кайтом, а за других персонажей отвечает искусственный интеллект. Игрок может давать другим персонажам либо общие команды («атака», «первая помощь», «магия» и т. д.), либо управлять напрямую. Большинство противников заключены в магических порталах и битва не начнётся, пока игрок не приблизится к нему и не выпустит монстров. Кайт обладает уникальной способностью, называемой «Вытягивание данных», позволяющей превращать врагов в редкие предметы. Многие боссы в игре известны как «баг данных» — враги с повреждёнными данными, что даёт им бесконечное здоровье. Только с помощью навыка Кайта можно починить данные боссов и сделать их уязвимыми, но использование увеличивает уровень заражения персонажа, что провоцирует случайные негативные эффекты. Заражение излечивается, если сразить противника без использования этой способности.
Города являются мирными зонами в The World, где игрок может запастись предметами, приобрести экипировку или пообщаться и поторговать с другими игроками The World. Во многих городах игрок может вырастить разумное свиноподобное создание по имени Grunty, на котором можно разъезжать на карте, а в более поздних играх и участвовать в призовых гонках. Синий портал под названием Chaos Gate (с англ. — «Врата Хаоса») используется для перемещения между городами (называемых «сервера») и для доступа к зонам для исследования и подземельям, где проходят битвы. Состоящий из трёх кодовых слов пароль управляет характеристиками каждой зоны; они меняют такие свойства как обилие монстров или предметов. Некоторые сюжетные зоны имеют ограниченный доступ и требуют сначала собрать «вирусные ядра» (англ. Virus Cores) с помощью вытягивания данных.

## Сюжет
Действие игр .hack разворачивается в альтернативной реальности, в похожем на наш мире. 2010 год. После атаки компьютерного вируса под названием «Поцелуй Плутона», обрушившего практически все компьютеры в мире, доступ к Интернет был закрыт для обычных людей из-за вопросов безопасности. Спустя два года без доступа к сети и онлайн-играм выходит MMORPG под названием The World. Она быстро становится самой популярной онлайн-игрой всех времен с более 20 миллион уникальных игроков. Незадолго до начала действия игр .hack некоторые пользователи впали в кому в результате игры в The World. Впрочем, разработчики винят в этом кибертеррористов.
The World была создана немецким программистом Херальдом Хёрвиком; её предыстория основана на эпической поэме «Эпитафия сумерек» Эммы Вилант. Именно смерть поэтессы вдохновила Хёрвика на создание игры. Элементы поэмы закодированы в коде игры. Скрытой целью созданной Хёрвиком игры было создание разумного искусственного интеллекта (ИИ), способного самостоятельно принимать решения. Для обучения данного ИИ Хёрвик внёс в систему программы, следящие и записывающие поведение миллионов игроков. После смерти Хёрвика эти куски кода стали черными ящиками для новых разработчиков, не знающих их цели, но осознающих, что эти функции важны для нормальной работы игры.

## Разработка
Разработка .hack началась в начале 2000 с целью удивить и шокировать игрока и создать запоминающийся продукт. Президент CyberConnect2 Хироси Мацуяма сыграл ключевую роль в разработке концепта серии. Часть основных идей, включая «сражение с драконами или воровство в Лондоне» были рассмотрены, но были отклонены в пользу «оффлайн/онлайн игры». Мацуяма отметил, что это позволит юным игрокам испытать на себе игру в онлайн-игры без необходимости помесячной оплаты и наличия шустрого интернета. Разработчики вдохновлялись разными MMORPG: такие как Phantasy Star Online, Ultima Online и Final Fantasy XI, — и предыдущими работами дизайнера персонажей Ёсиюки Садамото (Neon Genesis Evangelion) и сценариста Кадзунори Ито (Ghost in the Shell). Ито отметил, что роль подписчика The World создала уникальную возможность для рассказа истории, которая сможет глубже обычного затянуть игрока в сюжет.
С самого начала разработки .hack планировалась, как серия из 4 частей, которые должны бы были отражать 4-томные сюжетные арки, встречающиеся в манге. Мацуяма предположил, что перенос сохранений между четырьмя томами позволит создать чувство человеческой драмы, воплощённой в сюжете игр, и вовлечь в повествование. игры разрабатывались одновременно с другими элементами Project .hack, такими как .hack//Sign, чтобы подчеркнуть мультимедийный характер франчайза. Трёхмесячный перерыв между выходом игр позволил разработчикам внести минимальные изменения в ответ на критику. В упаковку к играм входили бонусные DVD с сериями .hack//Liminality, OVA-сериала, описывающего события, происходящие параллельно событиям сюжета игры. Разработчики планировали, что OVA будет описывать вымышленные события в реальном мире вне игры. Игроки в Японии, приобретшие все четыре игры, получали в награду OVA .hack//Gift, пародирующую серию .hack. После завершения работы над серией игр, разработчики выпустили .hack//frägment, игру, использующую тот же движок, но имеющую онлайновую мультиплеерную составляющую. Целями .hack//frägment было позволить разработчикам наблюдать за взаимодействием игроков в онлайне и оценить интерес к онлайновой игре .hack.

## Связанные произведения
Видеоигры .hack — часть мультимедийного франчайза, включающего также книги, мангу и аниме-сериалы. События аниме .hack//Sign разворачиваются до начала сюжета игр и устанавливают The World в качестве сеттинга. .hack//Another Birth — серия романов, пересказывающая события игр с точки зрения Блекроуз. .hack//XXXX — манга-адаптация сюжета игр с небольшими изменениями, таких как Кубия в роли персонажа игрока. Первым официальным сиквелом к играм стала манга и аниме-сериал .hack//Legend of the Twilight, что начала выходить 30 июля 2002 года. Она рассказывает историю Сюго и Рены — обычных игроков, выигравших в конкурсе аватары Кайта и Блекроуз — об их исследовании The World и её секретов. .hack//G.U. — серия видеоигр, также вышедшая в нескольких частях, что легла в основу .hack Conglomerate, нового проекта, чьи события развиваются спустя семь лет после Project .hack в новой версии The World.

### Музыка
Саундтрек игр под названием .hack//Game Music Perfect Collection вышел в виде двойного альбома в Японии 23 апреля 2003 года. На нём представлены 68 композиций Тикаё Фукуды, Сэйдзо Накаты и Норикацу Фукуды. Особое издание саундтрека включало третий диск, на котором находились записи звуковые эффекты, использованные в играх. Альбом был выпущен с уменьшенным числом треков в Северной Америке под названием .hack//Game Music Best Collection. Патрик Ганн с RPGFan отметил, что второй диск с музыкой из катсцен и эвентов звучит сильнее, чем первый, куда вошли обычные темы городов и боев. Он также описал саундтрек как «техно встречается с оперой», отметив начальные треки, как особо заслуживающие похвалы. Ганн обратил внимание, что североамериканская версия выступает как «Лучшее из…», но из-за этого в него не вошло много неплохих композиций. Другие обозреватели отозвались более критично; Пол Коэлер (RPGamer) назвал музыку «особенно пустой», а Данхан (IGN) выразил сожаление, что во второй части было недостаточно новых композиций. В то же время он заключил, что «темы мелодичного фортепиано и гобоя были все ещё достаточно сильными, чтобы убедить нас приобрести саундтрек в ближайшем будущем».
| №   | Название                                  | Длительность |
| --- | ----------------------------------------- | ------------ |
| 1.  | «Title»                                   | 0:47         |
| 2.  | «Desktop»                                 | 1:41         |
| 3.  | «"The World" Top Page»                    | 1:32         |
| 4.  | «Δ Server Aqua Capital Mac Anu»           | 2:14         |
| 5.  | «Θ Server Highland City Dun Loireag»      | 2:24         |
| 6.  | «Λ Server Cultural City Carmina Gadelica» | 2:07         |
| 7.  | «Σ Server Aerial City Fort Ouph»          | 2:10         |
| 8.  | «Ω Server Relic City Lia Fail»            | 1:49         |
| 9.  | «Puchiguso Farm»                          | 1:24         |
| 10. | «Prairie Rain Field Normal ~ Battle»      | 2:22         |
| 11. | «Wasteland Field Normal ~ Battle»         | 2:37         |
| 12. | «Earth Field Normal ~ Battle»             | 2:09         |
| 13. | «Wilderness Field Normal ~ Battle»        | 3:09         |
| 14. | «Snowfield Night Field Normal ~ Battle»   | 2:37         |
| 15. | «Desert Field Normal ~ Battle»            | 2:43         |
| 16. | «Scorching Field Normal ~ Battle»         | 2:15         |
| 17. | «Forest Field Normal ~ Battle»            | 2:32         |
| 18. | «Stone Wall Dungeon Normal ~ Battle»      | 2:41         |
| 19. | «Cave Dungeon Normal ~ Battle»            | 2:44         |
| 20. | «Castle Dungeon Normal ~ Battle»          | 2:18         |
| 21. | «Flesh Wall Dungeon Battle»               | 1:37         |
| 22. | «Phase 1: Skeith»                         | 2:37         |
| 23. | «Phase 2: Innis»                          | 2:27         |
| 24. | «Phase 3: Magus»                          | 2:21         |
| 25. | «Phase 4: Fidchell»                       | 2:29         |
| 26. | «Phase 5: Gorre»                          | 2:22         |
| 27. | «Phase 6: Macha»                          | 2:37         |
| 28. | «Phase 7: Tarvos»                         | 2:37         |
| 29. | «Phase 8: Corbenik (Stage 1~2)»           | 2:54         |
| 30. | «Phase 8: Corbenik (Stage 3)»             | 2:34         |

| №   | Название                                                       | Длительность |
| --- | -------------------------------------------------------------- | ------------ |
| 1.  | «Vol. 1 Opening»                                               | 1:33         |
| 2.  | «Aura's Theme»                                                 | 2:52         |
| 3.  | «BlackRose's Theme»                                            | 1:59         |
| 4.  | «Hidden Forbidden Holy Ground»                                 | 1:01         |
| 5.  | «First Time at the Holy Ground with BlackRose»                 | 1:51         |
| 6.  | «Balmung's Entry and the Virus Bug»                            | 2:11         |
| 7.  | «Mia's Theme»                                                  | 1:10         |
| 8.  | «Piros' Theme»                                                 | 1:32         |
| 9.  | «Cubia's Birth»                                                | 1:28         |
| 10. | «Vol 1. ~ Vol. 3 Staff Roll»                                   | 4:04         |
| 11. | «Airship Brigade»                                              | 1:33         |
| 12. | «800 Significant Seasons Bonus Track: Panta»                   | 1:36         |
| 13. | «Vol. 2 Opening»                                               | 1:33         |
| 14. | «Vol. 1 Recollection (Cubia's Birth)»                          | 1:14         |
| 15. | «Lios ~ Helba»                                                 | 2:33         |
| 16. | «Net Slum»                                                     | 1:41         |
| 17. | «Aura and Cubia»                                               | 0:53         |
| 18. | «Cubia - Stages 1~3»                                           | 2:20         |
| 19. | «Inverted Castle City»                                         | 1:31         |
| 20. | «Inverted Castle City ~ Angolmore»                             | 1:17         |
| 21. | «800 Significant Seasons Bonus Track: Tempest»                 | 1:38         |
| 22. | «Vol. 3 Opening»                                               | 1:30         |
| 23. | «Kite and Blackrose in Λ Town»                                 | 1:36         |
| 24. | «Sora and Skeith»                                              | 0:56         |
| 25. | «Puchiguso's Theme»                                            | 1:32         |
| 26. | «Puchiguso's Race Victory Melody»                              | 0:42         |
| 27. | «Flying Creature»                                              | 1:34         |
| 28. | «800 Significant Seasons Bonus Track: Cyan and Princess Teria» | 2:07         |
| 29. | «Vol. 4 Opening»                                               | 1:29         |
| 30. | «Macha's Appearance»                                           | 1:10         |
| 31. | «Mia's Death»                                                  | 1:59         |
| 32. | «Cubia Stage 4»                                                | 2:15         |
| 33. | «Drain Heart»                                                  | 2:52         |
| 34. | «Ending»                                                       | 2:55         |
| 35. | «Vol. 4 Staff Roll»                                            | 3:11         |
| 36. | «Recurring Illusions of Mia's Resurrection»                    | 3:14         |
| 37. | «800 Significant Seasons Bonus Track: Tail Concerto»           | 2:30         |
| 38. | «800 Significant Seasons Bonus Track: .hack Mix»               | 2:23         |

| №   | Название                                    | Длительность |
| --- | ------------------------------------------- | ------------ |
| 1.  | «Δ Server Aqua Capital Mac Anu»             | 2:12         |
| 2.  | «Prairie Rain Field Normal ~ Battle»        | 2:20         |
| 3.  | «Aura's Theme»                              | 2:49         |
| 4.  | «BlackRose's Theme»                         | 1:57         |
| 5.  | «Hidden Forbidden Holy Ground»              | 0:59         |
| 6.  | «Balmung's Entry and the Virus Bug»         | 2:09         |
| 7.  | «Mia's Theme»                               | 1:07         |
| 8.  | «Piros' Theme»                              | 1:30         |
| 9.  | «Θ Server Highland City Dun Loireag»        | 2:22         |
| 10. | «Phase 1: Skeith»                           | 2:35         |
| 11. | «Vol. 1 Recollection (Cubia's Birth)»       | 1:11         |
| 12. | «Lios ~ Helba»                              | 2:30         |
| 13. | «Phase 2: Innis»                            | 2:25         |
| 14. | «Λ Server Cultural City Carmina Gadelica»   | 2:04         |
| 15. | «Forest Field Normal ~ Battle»              | 2:29         |
| 16. | «Net Slum»                                  | 1:39         |
| 17. | «Phase 3: Magus»                            | 2:18         |
| 18. | «Σ Server Aerial City Fort Ouph»            | 2:08         |
| 19. | «Phase 4: Fidchell»                         | 2:26         |
| 20. | «Puchiguso's Theme»                         | 1:29         |
| 21. | «Phase 5: Gorre»                            | 2:20         |
| 22. | «Macha's Appearance»                        | 1:09         |
| 23. | «Phase 6: Macha»                            | 2:35         |
| 24. | «Ω Server Relic City Lia Fail»              | 1:46         |
| 25. | «Cubia Stage 4»                             | 2:14         |
| 26. | «Phase 7: Tarvos»                           | 2:34         |
| 27. | «Phase 8: Corbenik (Stage 1~2)»             | 2:51         |
| 28. | «Drain Heart»                               | 2:48         |
| 29. | «Ending»                                    | 2:52         |
| 30. | «Vol. 4 Staff Roll»                         | 3:09         |
| 31. | «Recurring Illusions of Mia's Resurrection» | 3:10         |

## .hack//frägment
.hack//frägment — многопользовательская онлайн-игра, основанная на вымышленной MMORPG The World. Она вышла в Японии 23 ноября 2005 года, сервера были остановлены 18 января 2007 года, после того как их работа была продлена на 2 месяца из-за популярности игры. Famitsu Weekly оценил .hack//frägment на 29 из 40 баллов по результатам 4 обзоров, что приблизительно соответствует оценкам игр основной серии. Дизайнер Хироси Мацуяма описал игру как способ увидеть, как игроки будут взаимодействовать на сетевую игру. Для неё использовался тот же движок, что и для остальных игр серии .hack, а потому геймплей в общем схож за исключением сетевого режима. Игроки исследуют зоны и убивают монстров в реальном времени. Заметным отличием стало то, что игра не становится на паузу, когда игрок открывает меню. Игрокам все так же было необходимо с помощью «Вытягивания данных» ослаблять монстров и добывать редкие предметы. В остальном интерфейс и управление в игре оставалось тем же.

## Критика
| Сводный рейтинг | Сводный рейтинг |
| Агрегатор       | Оценка          |
| --------------- | --------------- |
| GameRankings    | 76,82 %         |
| Metacritic      | 75/100          |

| Сводный рейтинг | Сводный рейтинг |
| Агрегатор       | Оценка          |
| --------------- | --------------- |
| GameRankings    | 74,34 %         |
| Metacritic      | 76/100          |

| Сводный рейтинг | Сводный рейтинг |
| Агрегатор       | Оценка          |
| --------------- | --------------- |
| GameRankings    | 68,86 %         |
| Metacritic      | 70/100          |

| Сводный рейтинг | Сводный рейтинг |
| Агрегатор       | Оценка          |
| --------------- | --------------- |
| GameRankings    | 68,27 %         |
| Metacritic      | 70/100          |

На март 2004 года продажи игр .hack превзошли 1,73 млн, из которых 780 000 копий были проданы в Японии. Критики оставили о серии смешанные отзывы. .hack//Infection была встречена лучше всего, особенно отмечали уникальную предысторию. Джереми Данхан (IGN) был впечатлён дотошностью игры в создании иллюзии онлайна и похвалил дизайн персонажей, но отметил неудобное управление камерой, отсутствие сложности в прохождении и небольшую продолжительность игры. Обзорщик Game Informer похвалил то, как игра передаёт ощущение онлайного сообщества из реальных MMORPG.
Многие критики противопоставляли необычный сеттинг игры среднему геймплею, повторяющемуся окружению и ужасному управлению камерой. В общем, первая игра была принята неплохо, критики прощали ей недостатки геймплея из-за увлекающей истории. Кристиан Натт (GameSpy) оценил на 4 из 5 звёзд и хвалил Bandai за нововведения и Cyber Connect 2 за увлекательную RPG. Гэри Штайман (Official U.S. PlayStation Magazine) написал, что «в своей основе .hack не хорошая игра», назвав боевую систему «дико несбалансированной», а графику «впечатляюще неутешительной», но в то же время отметив поразительный сюжет, который позволил пройти мимо заметных недостатков и с нетерпением ждать следующие игры. Грег Касавин (GameSpot) был не таким прощающим, описав .hack//Infection в качестве посредственной версии Kingdom Hearts.
.hack//Mutation также получила смешанные отзывы, многие критики жаловались, что мало что было сделано для исправления проблем её предшественницы. Феннек Фокс (Gamepro), что игра просто является продолжением Infection с «грязной графикой, сомнительным управлением и интересным концептом сюжета, удерживающим тебя в игре до конца.» Грег Касавин (GameSpot) дал ей рейтинг 6,7 из 10 и написал, что «она не только использует тот же самый повторяющийся геймплей, но она также коротка и проста и вновь представляет немногое в плане развития персонажей и сюжета.» Натт посчитал вторую игру более затягивающей, чем первая, несмотря на многочисленные недостатки, такие как очевидное раздувание под конец сюжета. Он похвалил «смесь крутой истории и инстинктивно увлекательного геймплея RPG», ускоряя историю, прохождение и запоминающиеся битвы с боссами. Другие критики впечатлились MMORPG-подобными деталями, которые сказываются на общем впечатлении от игры и заставляют ожидать будущее серии. IGN также назвал .hack//Mutation в качестве «Игры месяца для PlayStation 2» в мае 2003 года.
Начиная с .hack//Outbreak мнение критиков начало меняться, так как они устали от отсутствующих или всего лишь количественных изменений между играми.
Некоторые критики назвали последнюю игру .hack//Quarantine подходящим завершением для средней серии, тогда как другие отметили, что она является смесью плохого темпа и сюжетных дыр.